# Nữ hoàng cuộc chơi
Nữ hoàng cuộc chơi (tiếng Hàn: 게임의 여왕lGeimui yeonwang) là một bộ phim truyền hình Hàn Quốc 2006 với sự tham gia của diễn viên Joo Jin Mo. Phim được chiếu trên SBS vào mỗi thứ bảy và chủ nhật lúc 21:55 

## Phân vai
- Joo Jin Mo - Lee Shin Jeon
- Lee Bo-young - Kang Eun Sul
- Choi Joon Young - Kim Pil Seo
- Kim Soo Hyun - Park Joo Won
- Han Jin Hee - Kang Jae Ho
- Na Young Hee - Han Mi Seok
- Yoon Mira - Jang Soo Ja
- Kim Hee Jung - Park Young Soon